# Чураевка (организация)
«Чура́евка» — литературная и культурная организация белых эмигрантов при ИМКА (ХАМЛ — Христианская ассоциация молодых людей; ХСМЛ — Христианский союз молодых людей) в Харбине, существовавшая в 1926—1934 годах.

## «Чураевка» в Харбине
Создателем организации был Алексей Ачаир. На общем собрании она получила название «Молодая Чураевка», по роману Георгия Гребенщикова «Чураевы». «Чураевке» было предоставлено помещение в здании «ИМКА». Каждый четверг там собирались писатели, музыканты и художники, проводились дискуссии, концерты, спектакли.
В 1932 году в объединении возник конфликт поколений, который окончился победой молодёжи. Ачаир отошёл от руководства, а само объединение стало называться просто «Чураевка». Группа окончательно распалась в 1934 году, после того, как большинство её участников уехали в Шанхай.
При объединении издавались: «Молодая Чураевка» (1932, 6 номеров) (в качестве еженедельного приложения «Молодая Чураевка ХСМЛ» к газете на английском языке «Harbin Daily News» — «Харбинские ежедневные новости», которую издавал и редактировал североамериканец Генри Визи, отец поэтессы Марии Визи), а затем самостоятельное издание — литературная газета «Чураевка» (27 декабря 1932 — октябрь 1934, 7 номеров, редактор Ачаир). В газете «Чураевка» публиковались: передовые статьи — Ачаир или Щеголев; статьи по литературным вопросам — Щеголев, Петерец, Сергин, Слободчиков, Лев Густов, В. Рамбаев, Елена Жемчужная; художественная проза — Щеголев, Гранин, Петерец, Упшинский, Лидия Хаиндрова, Лапикен; стихи — Ачаир, Петерец, Сергин, Ларисса Андерсен, Щеголев, Перелешин, Резникова, Гранин, Упшинский, Хаиндрова, Слободчиков, Янковская, Волин, Вл. Померанцев, Виктор Ветлугин, Матвей Сукеник, А. Розовский, Мария Кареева.

## Чураевцы в Шанхае. «Остров»
С приходом в Харбин японцев, пишет в главе «Конец харбинской „Чураевки“» В. А. Слободчиков, «фашистский „Русский клуб“ пытался всеми средствами завлечь нас к себе. Делалось это так: утром в газете мы читали объявление: сегодня в такое-то время в „Русском клубе“ состоится доклад такого-то (например, Щеголева или Лапикена) и после доклада выступят со своими стихами такие-то поэты (далее перечислялись имена чураевских поэтов) <.> Нас никто не приглашал и с нами вопроса не согласовывал, но общеполитическая обстановка в Харбине была уже такая, что не пойти было опасно. Ситуация в городе настолько усложнялась, что русские начали массовый исход из Харбина. Преимущественно в Шанхай» (с. 82). <.>

Именно здесь был создан последний сборник харбинских «чураевцев» — «Остров», история возникновения которого приведена в воспоминаниях Л. Н. Андерсен: «Харбинские поэты, перебравшиеся в Шанхай, решили еженедельно собираться вместе. Для „раскачки“ выдумали игру: название стихотворения вытягивалось из „урны“ и каждый был обязан написать к следующей встрече стихи, как-то подходящие к этому названию. Вдохновение послушалось и пришло <.> Так, к концу войны [в 1946 году — Ч. Л.] возник наш сборник — альманах „Остров“» (с.91).

## Участники
- Алексей Ачаир
- Сергей Агмадов
- Ларисса Андерсен
- Михаил Волин
- Георгий Гранин
- Пётр Гранин
- Лев Густов
- Татьяна Густова
- Елена Жемчужная
- Николай Кичий[1]
- Юстина Крузенштерн-Петерец
- Петр Лапикен[2]
- Нина Мокринская[1]
- Тамара Мокринская[1]
- Арсений Несмелов[1]
- Василий Обухов
- Валерий Перелешин
- Николай Петерец
- Владимир Рамбаев[1]
- Елизавета Рачинская[уточнить]
- Наталия Резникова
- Григорий Сатовский-Ржевский
- Николай Светлов
- Сергей Сергин
- Владимир Слободчиков
- Наталия Спирина[3].
- Матвей Сукеник
- Ольга Тельтофт[4]
- Леонид Упсинский
- Лидия Хаиндрова
- Альфред Хейдок[1]
- Галина Худыковская[1]
- Михаил Шмейссер[1]
- Александр Шнапштис[1]
- Николай Щёголев
- Л. Энгельгардт[уточнить]
- Борис Юльский[1]
- Виктория Янковская